# USS Petrof Bay (CVE-80)
L’USS Petrof Bay (CVE-80) est un porte-avions d'escorte de classe Casablanca de l'US Navy construit à partir de 1943 par Kaiser Shipyards à Vancouver (Washington) est mis en service en 1944.